# Oscar 1988
A 60.ª cerimônia do Oscar ou Oscar 1988 (no original: 60th Academy Awards), apresentada pela Academia de Artes e Ciências Cinematográficas (AMPAS), homenageou os melhores filmes, atores e técnicos de 1987. Aconteceu em 11 de abril de 1988 no Shrine Auditorium, em Los Angeles, às 18 horas no horário local. Durante a cerimônia, foram distribuídos os prêmios da Academia em vinte e duas categorias, e a transmissão ao vivo foi realizada pela rede televisiva estadunidense American Broadcasting Company (ABC), com produção de Samuel Goldwyn Jr. e direção de Marty Pasetta. O ator Chevy Chase foi o anfitrião do evento pela segunda vez consecutiva. Duas semanas antes, em 27 de março de 1988, uma cerimônia no Beverly Hilton, em Beverly Hills, Califórnia, foi realizada para a entrega do Oscar por Realização Técnicas sob apresentação de Shirley Jones.
The Last Emperor venceu nove categorias, incluindo a conquista de melhor filme e melhor diretor para Bernardo Bertolucci. Por suas atuações em Moonstruck, Cher e Olympia Dukakis venceram os prêmios de melhor atriz e melhor atriz coadjuvante, respectivamente. Destacaram-se também Michael Douglas com a conquista de melhor ator por seu personagem em Wall Street, e Sean Connery por sua vitória em melhor ator coadjuvante por The Untouchables. A apresentação televisionada contabilizou 42,2 milhões de telespectadores nos Estados Unidos.

## Indicados e vencedores
Os indicados ao Oscar 1988 foram anunciados em 16 de fevereiro, no Samuel Goldwyn Theater em Beverly Hills, por Robert Wise, presidente da Academia, e pela atriz Shirley MacLaine. The Last Emperor recebeu indicação a nove categorias; em seguida veio Broadcast News com sete.
Os vencedores foram anunciados durante a cerimônia de premiação em 11 de abril de 1988. The Last Emperor tornou-se o segundo filme, apenas atrás de Gigi (1958), a receber nove indicações ao Oscar e ganhar todas elas. Também ocorreu de todos os cinco indicados a melhor diretor serem de outras nacionalidades, fato único na história da premiação. O recipiente do prêmio de melhor ator, Michael Douglas, foi a segunda pessoa a vencer uma estatueta do Oscar nas categorias de atuação e produção; ganhando melhor filme em 1976 por coproduzir One Flew Over the Cuckoo's Nest.

### Prêmios
Indica o vencedor dentro de cada categoria.
| Melhor Filme The Last Emperor – Jeremy Thomas - Broadcast News – James L. Brooks - Fatal Attraction – Stanley R. Jaffe e Sherry Lansing - Hope and Glory – John Boorman - Moonstruck – Norman Jewison e Patrick Palmer | Melhor Diretor Bernardo Bertolucci – The Last Emperor - Adrian Lyne – Fatal Attraction - John Boorman – Hope and Glory - Norman Jewison – Moonstruck - Lasse Hallström – My Life as a Dog |
| Melhor Ator/Actor (Principal) Michael Douglas – Wall Street como Gordon Gekko - William Hurt – Broadcast News como Tom Grunick - Marcello Mastroianni – Dark Eyes como Romano - Jack Nicholson – Ironweed como Francis Phelan - Robin Williams – Good Morning, Vietnam como Adrian Cronauer | Melhor Atriz/Actriz (Principal) Cher – Moonstruck como Loretta Castorini - Glenn Close – Fatal Attraction como Alex Forrest - Holly Hunter – Broadcast News como Jane Craig - Sally Kirkland – Anna como Anna - Meryl Streep – Ironweed como Helen Archer |
| Melhor Ator/Actor Coadjuvante/Secundário Sean Connery – The Untouchables como Jim Malone - Albert Brooks – Broadcast News como Aaron Altman - Morgan Freeman – Street Smart como Leo "Fast Black" Smalls Jr. - Vincent Gardenia – Moonstruck como Cosmo Castorini - Denzel Washington – Cry Freedom como Steve Biko | Melhor Atriz/Actriz Coadjuvante/Secundária Olympia Dukakis – Moonstruck como Rose Castorini - Norma Aleandro – Gaby: A True Story como Florencia Sánchez Morales - Anne Archer – Fatal Attraction como Beth Gallagher - Anne Ramsey – Throw Momma from the Train como Mrs. Lift - Ann Sothern – The Whales of August como Tisha Doughty |
| Melhor Roteiro/Argumento – Original Moonstruck – John Patrick Shanley - Au revoir les enfants – Louis Malle - Broadcast News – James L. Brooks - Hope and Glory – John Boorman - Radio Days – Woody Allen | Melhor Roteiro/Argumento – Adaptado The Last Emperor – Mark Peploe e Bernardo Bertolucci por From Emperor to Citizen: The Autobiography of Aisin-Gioro Pu Yi de Henry Pu Yi - The Dead – Tony Huston por The Dead de James Joyce - Fatal Attraction – James Dearden por Diversion de James Dearden - Full Metal Jacket – Stanley Kubrick, Michael Herr e Gustav Hasford por The Short-Timers de Gustav Hasford - My Life as a Dog – Lasse Hallström, Reidar Jonsson, Brasse Brännström e Per Berglund por Mitt liv som hund de Reidar Jönsson |
| Melhor Filme Estrangeiro Babettes Gæstebud ( Dinamarca) – Gabriel Axel - Au revoir les enfants ( França) – Louis Malle - Asignatura aprobada ( Espanha) – José Luis Garci - La famiglia ( Itália) – Ettore Scola - Ofelaš ( Noruega) – Nils Gaup | Melhor Documentário em Longa-metragem The Ten-Year Lunch: The Wit and Legend of the Algonquin Round Table – Aviva Slesin - Eyes on the Prize: America's Civil Rights Years/Bridge to Freedom 1965 – Callie Crossley e James A. DeVinney - Hellfire: A Journey from Hiroshima – John Junkerman e John W. Dower - Radio Bikini – Robert Stone - A Stitch for Time – Barbara Herbich e Cyril Christo |
| Melhor Documentário em Curta-metragem Young at Heart – Sue Marx e Pamela Conn - Frances Steloff: Memoirs of a Bookseller – Deborah Dickson - In the Wee Wee Hours... – Frank Daniel e Izak Ben-Meir - Language Says It All – Megan Williams - Silver into Gold – Lynn Mueller | Melhor Curta-metragem Ray's Male Heterosexual Dance Hall – Jonathan Sanger e Jana Sue Memel - Making Waves – Ann Wingate - Shoeshine – Robert A. Katz |
| Melhor Animação em Curta-metragem L'homme qui plantait des arbres – Frédéric Back - George and Rosemary – Eunice Macaulay - Your Face – Bill Plympton | Melhor Trilha Sonora/Banda Sonora The Last Emperor – David Byrne, Cong Su e Ryuichi Sakamoto - Cry Freedom – George Fenton e Jonas Gwangwa - Empire of the Sun – John Williams - The Untouchables – Ennio Morricone - The Witches of Eastwick – John Williams |
| Melhor Canção Original "(I've Had) The Time of My Life" por Dirty Dancing – Franke Previte, John DeNicola e Donald Markowitz - "Cry Freedom" por Cry Freedom – George Fenton e Jonas Gwangwa - "Nothing's Gonna Stop Us Now" por Mannequin – Albert Hammond e Diane Warren - "Shakedown" por Beverly Hills Cop II – Harold Faltermeyer, Keith Forsey e Bob Seger - "Storybook Love" por The Princess Bride – Willy DeVille | Melhor Som The Last Emperor – Bill Rowe e Ivan Sharrock - Empire of the Sun – Robert Knudson, Don Digirolamo, John Boyd e Tony Dawe - Lethal Weapon – Les Fresholtz, Dick Alexander, Vern Poore e Bill Nelson - RoboCop – Michael J. Kohut, Carlos Delarios, Aaron Rochin e Robert Wald - The Witches of Eastwick – Wayne Artman, Tom Beckert, Tom E. Dahl e Art Rochester |
| Melhor Direção de Arte The Last Emperor – Ferdinando Scarfiotti - Empire of the Sun – Norman Reynolds - Hope and Glory – Anthony D. G. Pratt - Radio Days – Santo Loquasto - The Untouchables – Patrizia von Brandenstein e William A. Elliott | Melhor Cinematografia/Fotografia The Last Emperor – Vittorio Storaro - Broadcast News – Michael Ballhaus - Empire of the Sun – Allen Daviau - Hope and Glory – Philippe Rousselot - Matewan – Haskell Wexler |
| Melhor Maquiagem/Caracterização Harry and the Hendersons – Rick Baker - Happy New Year – Bob Laden | Melhor Figurino/Guarda-Roupa The Last Emperor – James Acheson - The Dead – Dorothy Jeakins - Empire of the Sun – Bob Ringwood - Maurice – Jenny Beavan e John Bright - The Untouchables – Marilyn Vance-Straker |
| Melhor Edição/Montagem The Last Emperor – Gabriella Cristiani - Broadcast News – Richard Marks - Empire of the Sun – Michael Kahn - Fatal Attraction – Michael Kahn e Peter E. Berger - RoboCop – Frank J. Urioste | Melhores Efeitos Visuais Innerspace – Dennis Muren, Bill George, Harley Jessup e Kenneth F. Smith - Predator – Joel Hynek, Robert M. Greenberg, Richard Greenberg e Stan Winston |

### Prêmio Irving G. Thalberg
O prêmio é uma distinção especial atribuída periodicamente a produtores, cujo principal trabalho reflete uma constante "produção de filmes de qualidade".
- Billy Wilder[17]

### Oscar por Realização Técnicas
- Stephen Hunter Flick e John Pospisil, pelos efeitos sonoros em RoboCop.[18]

### Filmes com mais prêmios e indicações
| Indicações | Filme                   |
| ---------- | ----------------------- |
| 9          | The Last Emperor        |
| 7          | Broadcast News          |
| 6          | Empire of the Sun       |
| 6          | Fatal Attraction        |
| 6          | Moonstruck              |
| 5          | Hope and Glory          |
| 4          | The Untouchables        |
| 3          | Cry Freedom             |
| 2          | Au revoir les enfants   |
| 2          | The Dead                |
| 2          | Ironweed                |
| 2          | My Life as a Dog        |
| 2          | Radio Days              |
| 2          | RoboCop                 |
| 2          | The Witches of Eastwick |

| Vitórias | Filme            |
| -------- | ---------------- |
| 9        | The Last Emperor |
| 3        | Moonstruck       |

## Apresentadores e atrações musicais
As seguintes personalidades apresentaram categorias ou realizaram números individuais:

### Apresentadores (em ordem de aparição)
| Nome(s)                      | Função                                                                          |
| ---------------------------- | ------------------------------------------------------------------------------- |
| Hank Simms                   | Anunciou o início da cerimônia                                                  |
| Robert Wise                  | Deu boas-vindas aos convidados da cerimônia                                     |
| Sean Connery                 | Apresentou a categoria de melhores efeitos visuais                              |
| Glenn Close Michael Douglas  | Apresentou a categoria de melhor atriz coadjuvante                              |
| Olivia de Havilland          | Apresentou a categoria de melhor direção de arte                                |
| Mel Gibson Danny Glover      | Apresentaram a categoria de melhor fotografia                                   |
| Mickey Mouse Tom Selleck     | Apresentaram a categoria de melhor animação em curta-metragem                   |
| Joan Chen John Lone          | Apresentaram a categoria de melhor documentário de curta-metragem               |
| Charlton Heston              | Apresentou a montagem da história do Oscar                                      |
| Steve Guttenberg             | Apresentou a categoria de melhor documentário                                   |
| Billy Crystal                | Apresentou a categoria de melhor de som                                         |
| Nicolas Cage Cher            | Apresentaram a categoria de melhor ator coadjuvante                             |
| Rob Lowe Sean Young          | Apresentaram a categoria de melhor edição                                       |
| Jack Lemmon                  | Apresentou o Prêmio Irving G. Thalberg a Billy Wilder                           |
| Liza Minnelli Dudley Moore   | Apresentaram a categoria de melhor canção original                              |
| Jennifer Grey Patrick Swayze | Apresentaram a categoria de melhor trilha sonora                                |
| Marlee Matlin                | Apresentou a categoria de melhor ator                                           |
| Shirley Jones                | Apresentou o segmento Oscar por Realização Técnicas e o Prêmio Gordon E. Sawyer |
| Peter Weller                 | Apresentou o Oscar por Realização Técnicas                                      |
| Paul Reubens                 | Apresentou a categoria de melhor curta-metragem                                 |
| Kevin Costner Daryl Hannah   | Apresentaram a categoria de melhor figurino                                     |
| Robin Williams               | Apresentou a categoria de melhor diretor                                        |
| John Candy                   | Apresentou a categoria de melhor maquiagem                                      |
| Audrey Hepburn Gregory Peck  | Apresentaram as categorias de melhor roteiro original e melhor roteiro adaptado |
| Faye Dunaway James Garner    | Apresentaram a categoria de melhor filme estrangeiro                            |
| Paul Newman                  | Apresentou a categoria de melhor atriz                                          |
| Eddie Murphy                 | Apresentou a categoria de melhor filme                                          |

### Atrações musicais (em ordem de aparição)
| Nome(s)                     | Atração                                           |
| --------------------------- | ------------------------------------------------- |
| Bill Conti                  | Orquestra                                         |
| Coral do Oscar              | "I Hope I Get It" de A Chorus Line                |
| Willy DeVille               | "Storybook Love" de The Princess Bride            |
| Starship Gloria Estefan     | "Nothing's Gonna Stop Us Now" de Mannequin        |
| George Fenton Jonas Gwangwa | "Cry Freedom" de Cry Freedom                      |
| Little Richard              | "Shakedown" de Beverly Hills Cop II               |
| Bill Medley Jennifer Warnes | "(I've Had) The Time of My Life" de Dirty Dancing |

## Cerimônia

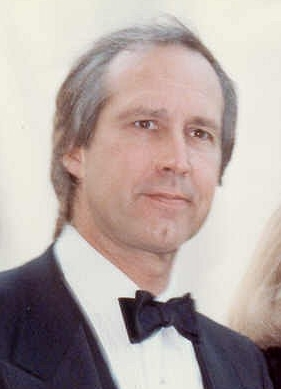
Chevy Chase foi o anfitrião do Oscar 1988.

Em outubro de 1987, a Academia contratou Samuel Goldwyn Jr. como produtor da transmissão do Oscar pelo segundo ano consecutivo. Três meses depois, o ator e comediante Chevy Chase foi selecionado para ser o anfitrião do Oscar 1988. Por quase duas décadas, a cerimônia foi realizada no Dorothy Chandler Pavilion, em Los Angeles; à vista disso, o presidente da AMPAS escolheu o Shrine Auditorium como novo local. Originalmente, Goldwyn e Passetta planejavam apresentar imagens pré-gravadas de atores no tapete vermelho dos últimos 59 anos. No entanto, o segmento foi abandonado devido à grande movimentação entre os convidados que chegavam à cerimônia.
Em decorrência da greve dos roteiristas do Writers Guild of America, que ocorreu um mês antes do Oscar 1988 e afetou vários programas televisivos. Os escritores Ernest Lehman, Melville Shavelson e Jack Rose, responsáveis por grande parte dos diálogos do show — foram impedidos pelo Writers Guild of America de trabalharem na cerimônia. Apesar de garantirem à Academia que metade dos diálogos estavam finalizandos; Goldwyn pediu improvisação por parte dos atores: John Candy, Billy Crystal, Eddie Murphy e Robin Williams. Muitos dos convidados expressaram apoio aos roteiristas, como Sean Connery, vencedor do prêmio de melhor ator coadjuvante. Em seu discurso expôs: "se algum desejo acompanhasse este prêmio, o meu [desejo] seria que a greve dos roteiristas acabassem".

### Bilheteria dos filmes indicados
No dia do anúncio dos filmes indicados, em 16 de fevereiro, o valor bruto somado pelas cinco obras na categoria principal era de 221 milhões de dólares, média de US$ 48,9 milhões por filme. Fatal Attraction assegurou a maior bilheteria entre os aparentes no Oscar 1988, totalizando 142 milhões de dólares recibos de mercado doméstico. Em seguida, aparecem Broadcast News (36,7 milhões de dólares); Moonstruck (25,4 milhões de dólares); The Last Emperor (11,9 milhões de dólares); e, finalmente, Hope and Glory (5,2 milhões de dólares).
Dos cinquenta filmes mais lucrativos do ano de 1987, dezessete obras indicadas à cerimônia aparecem na lista: Beverly Hills Cop II (1.º); Fatal Attraction (2.º); The Untouchables (4.º); Lethal Weapon (7.º); The Witches of Eastwick (8.º); Dirty Dancing (9.º); Morning Vietnam (10.º); Predator (11.º), Throw Momma from the Train (14.º); RoboCop (15.º); Full Metal Jacket (21.º); Mannequin (23.º); Broadcast News (26.º); Wall Street (30.º); The Princess Bride (38.º); Moonstruck (39.º) e Innerspace (45.º).

### Avaliação em retrospecto
O show recebeu críticas negativas de publicações da mídia. Howard Rosenberg, crítico do Los Angeles Times, disse que "a cerimônia foi cansativa e tediosa". Tom Shales expôs em The Washington Post que "ontem à noite, a cerimônia foi de pouca expectativa e tampouco de notabilidade". Ele também avaliou negativamente a baixa qualidade do programa, e que desde a estreia aparentou ser 'desinteressante'. Matt Roush, do USA Today, afirmou que: "Chevy Chase falhou com o show e tentou ser engraçado cutucando o nariz, o que era repetitivo". Também avaliou negativamente a vitória de The Last Emperor, que segundo ele criou uma atmosfera "monótona".

### Recepção e audiência
Em seu país de origem, a transmissão da ABC atraiu uma média de 42,2 milhões de telespectadores no decorrer do evento, aumento de 13% em relação à audiência do Oscar 1987. Estima-se que 70 milhões de pessoas assistiram parcial ou integralmente à cerimônia. Pelo Nielsen Ratings, também obteve números altos à edição anterior, com 29,2% dos televisores sintonizados na rede, total de 49 pontos.
Em julho de 1988, a apresentação do evento recebeu quatro indicações ao Emmy Award. No mês seguinte, na noite da premiação, conquistou uma dessas indicações: melhor programa de variedades ou musical (para Samuel Goldwyn, Jr.).